# بیل هندرسون
بیل هندرسون (انگلیسی: Bill Henderson; ۱۱ ژانویهٔ ۱۸۹۹ – ۱۹۳۴ (۳۵سال)) بازیکن فوتبال اهل بریتانیا بود.
از باشگاه‌هایی که در آن بازی کرده‌است می‌توان به باشگاه فوتبال آرسنال، باشگاه فوتبال ساوت‌همپتون، باشگاه فوتبال کارلایل یونایتد، باشگاه فوتبال لوتون تاون، و باشگاه فوتبال کاونتری سیتی اشاره کرد.